# Айтеке
42°54′0″ пн. ш. 59°47′32″ сх. д. / 42.90000° пн. ш. 59.79222° сх. д.
Айтеке (узб. Айтеке, Ayteke) — міське селище в Узбекистані, у Чимбайському районі Каракалпакстану.
Населення 2336 мешканців (2011). Статус міського селища з 2009 року.